# معركة القرضابية
خسائر  من مجاهدين 1000 قتيل على الاقل

## مقدماتها واسبابها
بعد أن بسطت الحكومة الإيطالية نفوذها على نواحي طرابلس والجزء الغربي من ليبيا. تحركت القوة الإيطالية من ناحية الغرب ومعها المحلات الليبية الذين اعتبروا فيما بعد مجاهدين فأرادت ربط طرابلس الغرب ببرقة، ولكي يتسنى لها ذلك، كان لزاما عليها أن تزيح معسكرات المجاهدين المرابطة في نواحي النوفلية دور المغاربة وجنوب سرت دور أولاد سليمان، وقرر امياني بالتشاور مع حكومته وقيادته في روما استرداد فزان بأي ثمن وربط برقة بطرابلس، ولضمان ذلك كما يعتقد استعان بعدد من الزعامات الوطنية التي استمالها الإيطاليون إلى جانبهم بالمال وبغيره، حيث سيّر جيشين الأول يتجه إليها من طرابلس عن طريق غريان، مزدة،
كان الجيش مؤلفا من أربعة عشر ألفا. جعلت المدافع والرشاشات في حوزة الطليان دائما وتحت رعايتهم. وكان مع هذا الجيش مجموعة من القبائل الليبية برئاسة كل من: الساعدي بن سلطان على قبيلة ترهونة، ورمضان السويحلي على مصراتة، ومحمود عزيز على زليتن، ومحمد القاضي على مسلاتة، ومحمد بن مسعود على قماطة، وعمر العوراني على الساحل، وعبد النبي بلخير على بني وليد، وعلي صهيب على زاوية وبالتحديد قبيلة البلاعزة، وكل واحد من هؤلاء رئيس على جماعة من قبيلته. واتفقوا على أن يجتمع الجيش كله على بن عيزار. وكان الرئيس الأعلى لهذا الجيش الجنرال امياني.
وصل جيش الجنرال امياني المكوّن من الليبيين المتعاملين معه وهم المحلات الليبية بقيادة رمضان السويحلي وعبد النبي بالخير وغيرهم، وكذلك كان العدو الإيطالي مدعم بالمرتزقة الأحباش والإرتريين بالإضافة إلى الجنود النظاميين الإيطاليين، إلى مدينة سرت وزحف يوم 29 ابريل 1915 على المجاهدين الذين تحشّدوا جنوب سرت قرب قصر أبو هادي، على الفور هاجمها المجاهدون المرابطون هناك وكانو بقيادة صفي الدين السنوسي القائد العام للقوات وكان دور المغاربة بقيادة صالح الاطيوش وحمد بن سيف النصر دور أولاد سليمان وكانت النتيجة اندحار الجيش الإيطالي وانتصار المجاهدين، ويذكر أن عبد النبي بلخير قائد قوات ورفلة قد اتفق مع رمضان السويحلي على الغدر بالطليان وهذا يؤكده ما كتبه الجنرال جرازياني في كتابه نحو فزان ومن المعلوم أن عبد النبي بلخير قد أنسحب من المعركة وهم في بئر بنعيزار حيت خدع مياني وأقنعه بأن المجاهدين سوف يهاجمون الحامية الإيطالية بقيادة قسطنطين بريجنيتي في بني وليد ويقومون باحتلال بني وليد عندما يهاجم مياني القرضابية فأنسحب ومعه جل جيشه وذلك لضمان ملاذ أمن له وللمجاهدين في حالتي النصر أو الهزيمة عندما يقوم هو ومن معه بالاستيلاء على مدينة بني وليد.

## الهجوم
في صبيحة يوم الخميس 15 من جمادى الآخرة سنة 1333، الموافق 29 أبريل سنة 1915 صدر الأمر بالهجوم وما هي إلا لحظات حتى التقت طلائعه بالمجاهدين، فابتدروهم بالرصاص، وتدفقت سيوله عليهم من كل جهة، وحمي وطيس المعركة فاستشهد من المجاهدين لأول وهلة نحو 400 شهيد، واشتد الكرب على المسلمين، ففرح إمياني بذلك وبرق السرور في عينيه.
كل هذا وجماعة رمضان السويحلي لم يشتركوا في المعركة، فلما رآهم إمياني على هذه الحال استفهم من رمضان على هذا الموقف فقال له: هم ينتظرون قدومي إليهم، فأذن له فذهب إليهم، وكان أحمد سيف النصر قد أغار بخيله على ميمنة المقدمة فتوقفت قليلا، وقد قام الشيخ حمد بن سيف النصر بالهجوم على قلب الجيش الايطالى وبصحبته المجاهد رمضان بن سالم دخيل زعيم قبيلة القذاذفة والمجاهد الطبولى الورفلى حيث انتزعوا سارية علم الجيش وقد اصيب الشيخ حمد بن سيف النصر في رجله. وصادف مجيء رمضان وقت إغارة أحمد سيف النصر فأمر من معه بإطلاق النار على الطليان فأطلقوها عليهم من الخلف فكانت بداية النهاية، فحاص الجيش في بعضه حيصة الحمر، ورجعت أولاه على أخراه، واختلطت خيله برجله، وارتكس بعضه في بعض طلبا للفرار ولا فرار، وركب العرب أقفيتهم واشتدت الضربة على العدو، وأنزل الله ساعة النصر، فتمزق ذلك الجيش ولم ينج منه إلا 500جندي، ونجا الكولونيل إمياني إلى سرت مجروحاً مع من بقي من الجيش، وبقي في مكان المعركة كل ما كان مع الجيش من معدات الحرب وعتادها: من إبل وخيل وبنادق ومدافع ورشاشات.
وبحلول الظهر كانت فلول الإيطاليين قد تقطعت اوصالها، والتجأت إلى مدينة سرت حيث عاثت فيها فسادا وشهدت المدينة مذابح انتقامية استمرت ثلاثة أيام.

## بعد المعركة
بمجرد وصول إمياني إلى سرت جرد جميع الليبين من الأسلحة وعقد مجلسا عسكريا وحكم بالإعدام على كثير من السكان ومن أبناء الليبين الذين التجؤوا إلى سرت وفي مقدمتهم من الأعيان والرؤساء الحاج محمد القاضي من مسلاتة، والحاج محمد بن مسعود من قماطة، وحسونة بن سلطان، وأبو بكر النعاس، وأحمد بن عبد الرحمن من ترهونة، وقتل من غيرهم نحو سبعمائة، وأصدر أمرا بالقتل العام، وبملاحقة وقتل رجال القبائل وعلى رأسهم قبيلة أولاد سليمان، فصار الجند يقتلون الناس في الشوارع وعلى أبواب البيوت، ويربطون العشرة والعشرين في حبل واحد ثم يقتلونهم، ورمي كثير من الناس بأنفسهم في البحر فرارا من التمثيل بهم، فكان منظرا مريعا، وبعثوا إلى روما نحو ألف أسيرا أكثرهم من السكان والحمالين الذين استأجروا جمالهم.